# Libuše Šafránková
Libuše Šafránková, provdaná Abrhámová (7. června 1953 Brno – 9. června 2021 Praha) byla česká filmová, televizní a divadelní herečka, manželka herce Josefa Abrháma a starší sestra herečky Miroslavy Šafránkové. Jednalo se o herečku, pro niž byl charakteristický jemný dívčí vzhled i kultivovaný herecký projev. Účinkovala dohromady ve více než 150 filmech a televizních seriálech, v nichž se představila v komediálních i vážnějších rolích. Nezapomenutelnou roli Barunky ztvárnila v televizním filmu Antonína Moskalyka Babička. Největší popularity v tuzemsku i v zahraničí ale dosáhla jako Popelka z filmové pohádky Tři oříšky pro Popelku. Mezi její další známé filmy patří Brácha za všechny peníze, Můj brácha má prima bráchu, Princ a Večernice, Třetí princ, Vesničko má středisková nebo Báječná léta pod psa. Po boku své mladší sestry Miroslavy si zahrála ve filmu Malá mořská víla a nezapomenutelné role ztvárnila s manželem Josefem Abrhámem ve snímcích Vrchní, prchni, Svatební cesta do Jiljí, Dokonalý muž, dokonalá žena, Play Strindberg, Všichni moji blízcí nebo Restaurace u prince.
Šafránková se řadí mezi nejvýznamnější české herečky v dějinách soudobého filmu a divadla. V roce 1996 obdržela Českého lva za nejlepší ženský herecký výkon v hlavní roli v oscarovém filmu Kolja. V roce 2008 vyhrála anketu České televize „Hvězda mého srdce“ o nejoblíbenějšího herce a herečku. V roce 2015 jí prezident republiky udělil medaili Za zásluhy I. stupně.

## Život
Narodila se 7. června 1953 v Brně. Dětství a školní léta prožila nejprve v obci Synalov poblíž Lomnice, odkud pocházeli prarodiče z otcovy strany, a poté ve Šlapanicích u Brna. Její otec Miroslav Šafránek (1927–1984) tam působil jako učitel hudby, kapelník místní dechovky, kostelní varhaník a hudební doprovod v ochotnickém divadle. Matka Libuše Šafránková, rozená Hrubanová (1932–2008), po které nesla herečka jméno, učívala na oděvní průmyslovce.
V dětství chodila do dramatického kroužku, hrála v ochotnickém divadle a účastnila se různých recitačních soutěží a mnohé z nich vyhrávala. V roce 1971 absolvovala dramatické oddělení brněnské Státní konzervatoře, od druhého ročníku hostovala a v letech 1970–1971 byla v angažmá Státního divadla v Brně. První velkou hereckou příležitost dostala na scéně činohry Mahenova divadla v roli Shakespearovy Julie.
Následně se přestěhovala do Prahy a působila v Krejčově Divadle Za branou (1971–1972), po jeho násilném uzavření se stala členkou Činoherního klubu (1972–1990), kde vystupovala ve většině tamních inscenací mimo jiné jako Nina Zarečná v Krejčově inscenaci Racka nebo Colombina v Menzelově komedii Tři v tom. Zde se seznámila s hercem Josefem Abrhámem, který se po rozchodu s Naďou Urbánkovou stal roku 1976 jejím manželem. Svatba se konala na Karlštejně. V roce 1977 se jim narodil syn Josef. 
V letech 1992–1994 byla členkou činohry Národního divadla, ale po dvou sezonách se vrátila do Činoherního klubu, který však pro neshody záhy definitivně opustila.

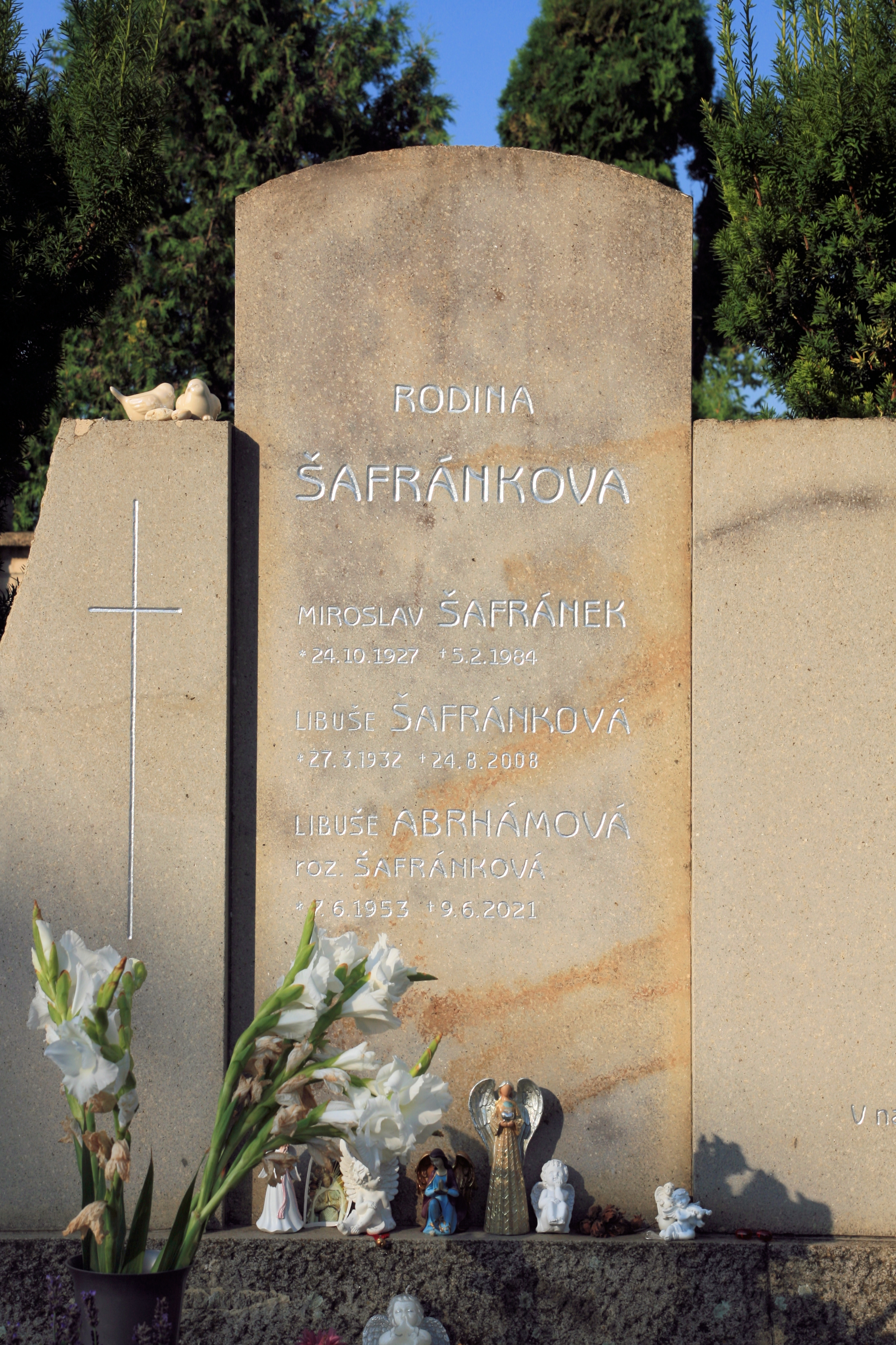
Hrob Libuše Šafránkové na šlapanickém hřbitově

Syn Josef se stal režisérem a má 5 dětí – s první manželkou (Denisa Grimmová, režisérka) syny Josefa (* 2006) a Antonína (* 2009) a s druhou manželkou Ľudmilou dceru Lauru, syna Benjamina a dceru Lylli Myriam (* 2022).
V roce 2014 podstoupila Šafránková náročnou operaci, při které jí byl odstraněn nádor plíce spolu s částí plicního laloku. Dne 7. června 2021, v den svých 68. narozenin, podle deníku Blesk byla na lékařském zákroku ve Všeobecné fakultní nemocnici v Praze, kde o dva dny později zemřela. Dne 25. června proběhlo veřejné rozloučení v kostele sv. Anežky v Praze na Spořilově a následně 2. července zádušní mše a uložení na hřbitově v rodných Šlapanicích.

## Film
Během svého života hrála ve více než 150 filmech a televizních seriálech, z nichž např. Kolja získal Oscara a Obecná škola na něj byla nominována. Mezi nejvýznačnější role se řadí Barunka v adaptaci knižní klasiky Babička (1971), Popelka v koprodukční pohádce Tři oříšky pro Popelku (1973), Vránová v komedii Vrchní, prchni (1980), Součková ve Svěrákově Obecné škole (1991), zpěvačka Klára ve filmu Kolja (1996), Kvídova matka v komedii Báječná léta pod psa (1997) a Petrova babička ve snímku Jak jsme hráli čáru (2014).
- 1972 Rodeo – role: Monika
- 1973 Tři oříšky pro Popelku – hlavní role: Popelka
- Přijela k nám pouť (1973) … učitelka
- Jak utopit dr. Mráčka aneb Konec vodníků v Čechách (1974) … Jana
- Můj brácha má prima bráchu (1975) … Zuzana
- Paleta lásky (1975) … Josefína, Josefova nemanželská dcera
- Sarajevský atentát (1975) … Jelena
- Malá mořská víla (1976) … princezna ze sousední říše
- Brácha za všechny peníze (1978) … Zuzana Pavelková
- Princ a Večernice (1978) … Večernice
- Vrchní, prchni (1981) … Helena Vránová
- Křtiny (1981) … zdravotní sestřička Naďa
- Třetí princ (1982) … princezna Milena / princezna ze skal
- Sůl nad zlato (1982) … princezna Maruška
- Jára Cimrman ležící, spící (1983) … Alžběta
- Slavnosti sněženek (1983) … učitelka
- Vesničko má středisková (1985) … Jana Turková
- Zuřivý reportér (1987) … Kateřina
- Člověk proti zkáze (1989) … Věra Hrůzová
- El mar es azul (1989) … Jarka
- Obecná škola (1991) … Součková
- Žebrácká opera (1991) … Jenny
- 1993 Nesmrtelná teta – role: Štěstí
- 1996 Kolja – role: Klára
- 1997 Báječná léta pod psa – role: Kvidova maminka
- Všichni moji blízcí (1999) … maminka Irma
- Návrat ztraceného ráje (1999) … maminka
- Micimutr (2011) … čarodějnice Micimutr
- Donšajni (2013) … Markéta
- Přijde letos Ježíšek? (2013) … Květa
- Jak jsme hráli čáru (2014) … babička Achbergerová

## Televize
- 1969 Za školou s Radostí
- 1971 Babička (TV film) – role: Barunka Prošková
- 1972 Schovávaná na schodech (TV inscenace divadelní hry) - role: Celie
- 1973 Sešli se na Vlachovce (TV komedie) - role: Eliška
- 1973 Lesní panna (TV zpracování klasické báchorky J.K. Tyla) – role: Terezka
- 1974 Jenůfa (TV inscenace divadelní hry) – role: Karolka
- 1975 První pohled (TV cyklus Bakaláři) – role: Hedvika Šimečková
- 1976 Vivat Beňovský! (TV seriál) – role: Anna Lentulayová
- 1976 O Terezce a paní Madam (TV pohádka) – role: princezna Terezka
- 1976 Splynutí duší (TV inscenace povídky) - hlavní role: učitelka Jana Parmová
- 1977 Jablíčko se dokoulelo (TV pohádka) – role: princezna Ančička
- 1979 Jak je důležité míti Filipa (TV inscenace) – role: Gvendolina Fairfaxová
- 1979 Poslední koncert (TV inscenace životopisné hry) – role: zpěvačka Jetty Sontág
- 1979 Silvestr svobodného pána (TV komedie) - role: Miluška
- 1980 Arabela (TV seriál) … postsynchron Jany Nagyové v roli princezny Arabely
- 1980 Triptych o láske (TV pohádka) – role: Lissote
- 1981 Pohádka o mokrosuchém štěstí (TV pohádka) … Andulka
- 1982 Švédská zápalka (TV inscenace) – role: Olga
- 1982 Vojáček a dračí princezna (TV pohádka) - dvojrole: princezna Ludovina / rybářka Čírka
- 1983 Svatební cesta do Jiljí (TV filmová komedie) - hlavní role: Petra
- 1984 Žofka z Janovic (TV inscenace) – role: Žofka, Sofie
- 1984 Jestřábí věž (TV inscenace) – role: Marta
- 1984 Rozpaky kuchaře Svatopluka (TV seriál) – role: skladnice Stanislava
- 1985 Jubileum (TV adaptace) – role: Taťána
- 1985 Věčný Faust (TV opera) … Markétka
- 1987 Za svědka půjde počítač (TV komedie) - role: Eva Janotová
- 1987 Pan Pickwick - role: Isabella
- 1988 Dvě z Paříže (povídka Hrobničky) … Solange
- 1988 Cirkus Humberto (TV seriál) … Růženka
- 1988 Nejlepší kšeft mýho života (TV inscenace) … Marta Benešová
- 1992 Náhrdelník (TV seriál) … Josefina Konrádová
- 1992 Královský život otroka (TV inscenace) - role: Kasandra
- 1993 Originální Pražský symfonický orchestr dává slow-fox Sám s děvčetem v dešti (TV klip) – role: děvče
- 1995 Stenotypisté (TV inscenace) - role: Sylvie
- 1996 Play Strindberg (TV inscenace) - role: Alice
- 1997 Doktor Munory a jiní lidé (TV inscenace) … doktorová
- 2002 Elixír a Halíbela (TV pohádka) … čarodějka Halíbela
- 2003 Četnické humoresky (TV seriál) … Karlička Formánková
- 2006 Náves (TV seriál) … Růžena Slavíková
- 2007 Psí kus (TV komedie) … Jana Cibulková
- 2008 Kouzla králů (TV pohádka) … královna Kristýnka
- 2008 Fišpánská jablíčka (TV pohádka) … královna Anna
- 2010 Micimutr (TV pohádka) … kouzelnice Micimutr
- 2010 Kouzelná tetička Valentýna (TV pohádka) … tetička Valentýna
- 2012 Gympl s (r)učením omezeným (TV seriál) … profesorka Eliška Holoubková
- 2013 Stopy života (TV seriál, díl Poslední sbormistr) – role: manželka ředitele školy

## Divadelní role, výběr

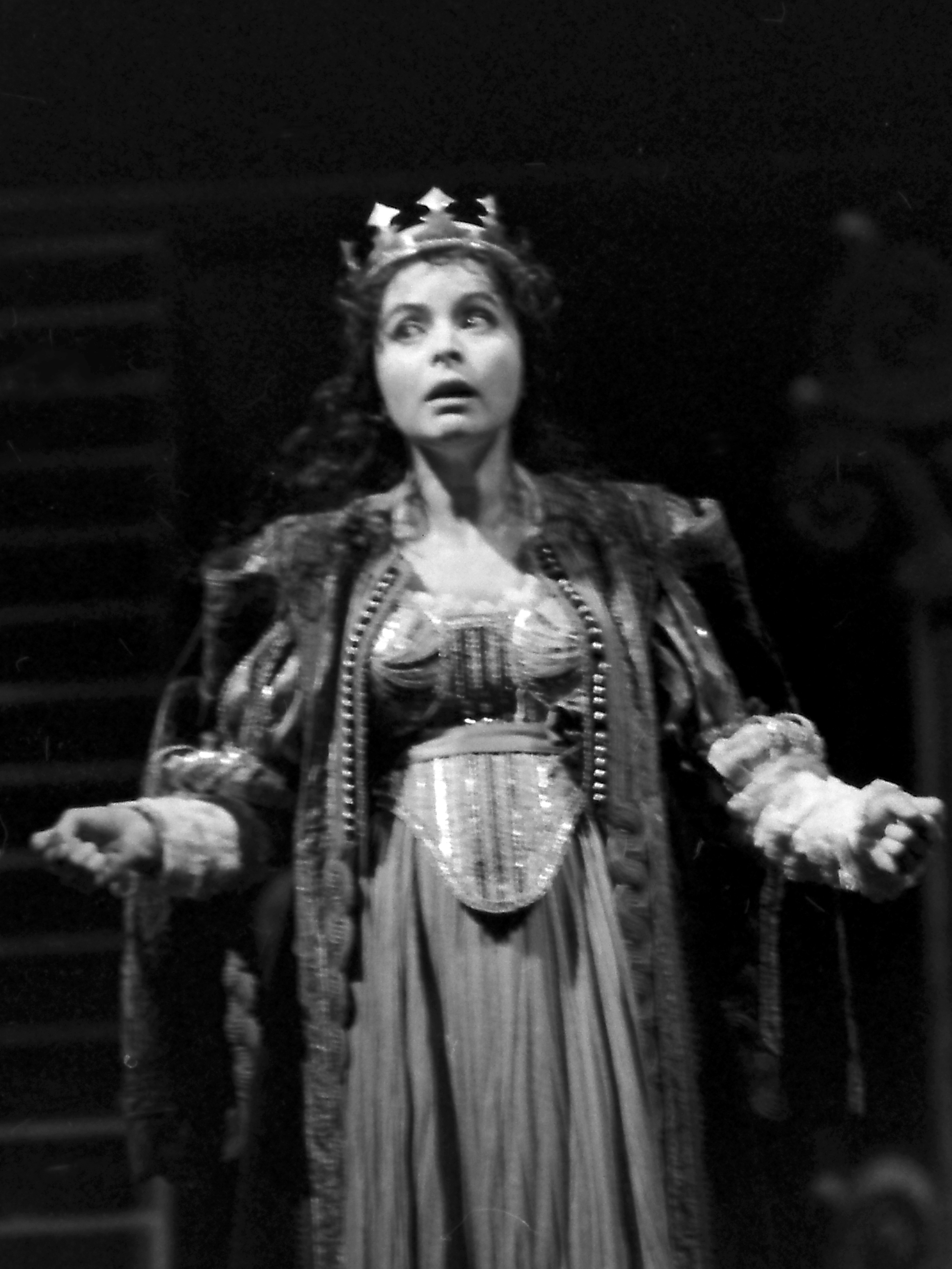
Jako Hermiona v Zimní pohádce v Národním divadle

### Činoherní klub
V Činoherním klubu působila od 1. října 1972 do 30. června 1987, od 1. ledna 1989 do 30. listopadu 1990 a od 1. května 1994 do 30. listopadu 1995.
- Leonid Leonov: Zlatý kočár (režie Jaroslav Vostrý, premiéra 1972) – Olinka
- Anton Pavlovič Čechov: Strýček Váňa (režie Jan Kačer, premiéra 1973) – neteř Soňa
- Carlo Goldoni: Poprask na laguně (režie Ladislav Smoček, premiéra 1973) – Checca
- Jiří Mahen: Chroust (režie Ladislav Smoček, premiéra 1974) – Tonička
- Anton Pavlovič Čechov: Racek (režie Jan Kačer, premiéra 1975) – Nina
- Ivan Bukovčan: Než kohout zazpívá (režie Jan Matějovský, premiéra 1975) – gymnazistka Zuzka
- Leonid Leonov: Vlk (režie Ladislav Smoček, premiéra 1976) – Nasťa
- Eugene O'Neill: Cesta dlouhého dne do noci (režie Ladislav Smoček, premiéra 1978) – Cathleen
- Jaroslav Vostrý: Tři v tom (režie Jiří Menzel, premiéra 1978) – Colombina
- Alexandr Nikolajevič Ostrovskij: Bouře (režie Ivo Krobot, premiéra 1980) – Kateřina
- István Örkény: Rodina Totů (režie Ivo Krobot, premiéra 1982) – Ágika
- Anton Pavlovič Čechov, Bertolt Brecht: Svatby (režie Vladimír Strnisko, premiéra 1985)
- Anton Pavlovič Čechov: Svatba – porodní asistentka A. M. Zmejukinová
- Bertolt Brecht: Maloměšťákova svatba – Nevěsta
- Michael Frayn: Bez roucha (režie Jiří Menzel, premiéra 1986) – Poppy Norton-Taylorová
- Václav Havel: Žebrácká opera (režie Jiří Menzel, premiéra 1990) – Jenny
- Jean-Paul Sartre: S vyloučením veřejnosti (režie Vladimír Strnisko, premiéra 1994) – Estelle
- Nikolaj Vasiljevič Gogol: Ženitba (režie Vladimír Strnisko, premiéra 1995) – dohazovačka Tekla

### Národní divadlo
- Děti slunce (1972) – Fima
- Lesní duch (1973) – Sofie
- Saténový střevíček (1992) – Doňa Prouheza
- Zimní pohádka (1993) – Hermiona

## Ocenění
- 1973 5. národní přehlídka filmů pro děti: Zlatý dudek – cena za nejlepší dívčí herecký výkon za film Tři oříšky pro Popelku
- 1975 13. filmový festival mladých: Čestné uznání za herecký výkon za film Můj brácha má prima bráchu
- 1991 13. festival české a slovenské filmové veselohry: cena za nejlepší ženský herecký výkon za film Žebrácká opera
- 1996 Český lev za nejlepší ženský herecký výkon za film Kolja
- 1997 nominace na Českého lva za nejlepší ženský herecký výkon za film Báječná léta pod psa
- 2000 2. místo v anketě Lidových novin o nejlepší českou herečku 20. století
- 2003 nejlepší herečka v divácké anketě Týtý
- 2007 MFF Zlín: uznání za tvůrčí přínos ve filmové tvorbě pro děti a mládež
- 2008 vítězka ankety České televize Hvězda mého srdce
- 2012 nejoblíbenější česká žijící herečka podle návštěvníků www.seznam.cz
- 2015 medaile Za zásluhy